# 성 베드로와 성 바오로 대성당 (브르노)
브르노의 성 베드로와 성 바오로 대성당은 체코 브르노 중심가의 페트로프 언덕에 있는 로마 가톨릭교회의 대성당이다. 성 베드로와 성 바오로 대성당은 오늘날 모라비아 남부의 가장 유명한 건축물 가운데 하나이자 체코가 자랑하는 국가적인 문화 기념물이다. 내부 장식은 대부분 바로크 양식인 반면에, 대성당 외부의 가장 인상 깊은 높이 84미터의 첨탑은 고딕 리바이벌풍으로 1904년에서 1905년까지 건축가 아우구스트 킬슈타인이 설계한 것이다.

## 정오 타종
전통적으로 성 베드로와 성 바오로 대성당은 일반 성당들과는 달리 12시가 아니라 오전 11시 한낮에 타종한다. 전설에 따르면, 30년 전쟁 시기에 보헤미아를 침공한 스웨덴군이 브르노 시를 에워쌌는데, 만약 8월 15일 정오까지 도시를 점령하지 못한다면 공격을 중지하겠다고 약속했다고 한다. 전투가 시작되면서 일부 약삭빠른 시민들은 한 시간 먼저 종을 울렸으며, 결국 스웨덴군은 거기에 속아 공성전을 멈추고 빈손으로 떠나게 되었다. 브르노는 30년 전쟁 동안 스웨덴을 격퇴한 유일한 도시였다.